# Panakeia

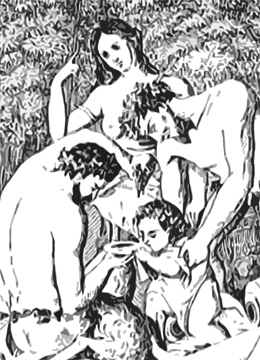
Panakeia (högst upp i mitten).

Panakeia (grekiska Πανάκεια, av pan, 'allt', och akos, 'läkemedel') var i den grekiska mytologin "all-läkerskan", dotter till Asklepios och Epione och personifikation av läkekonsten.